# Carlo Bergonzi (Geigenbauer)

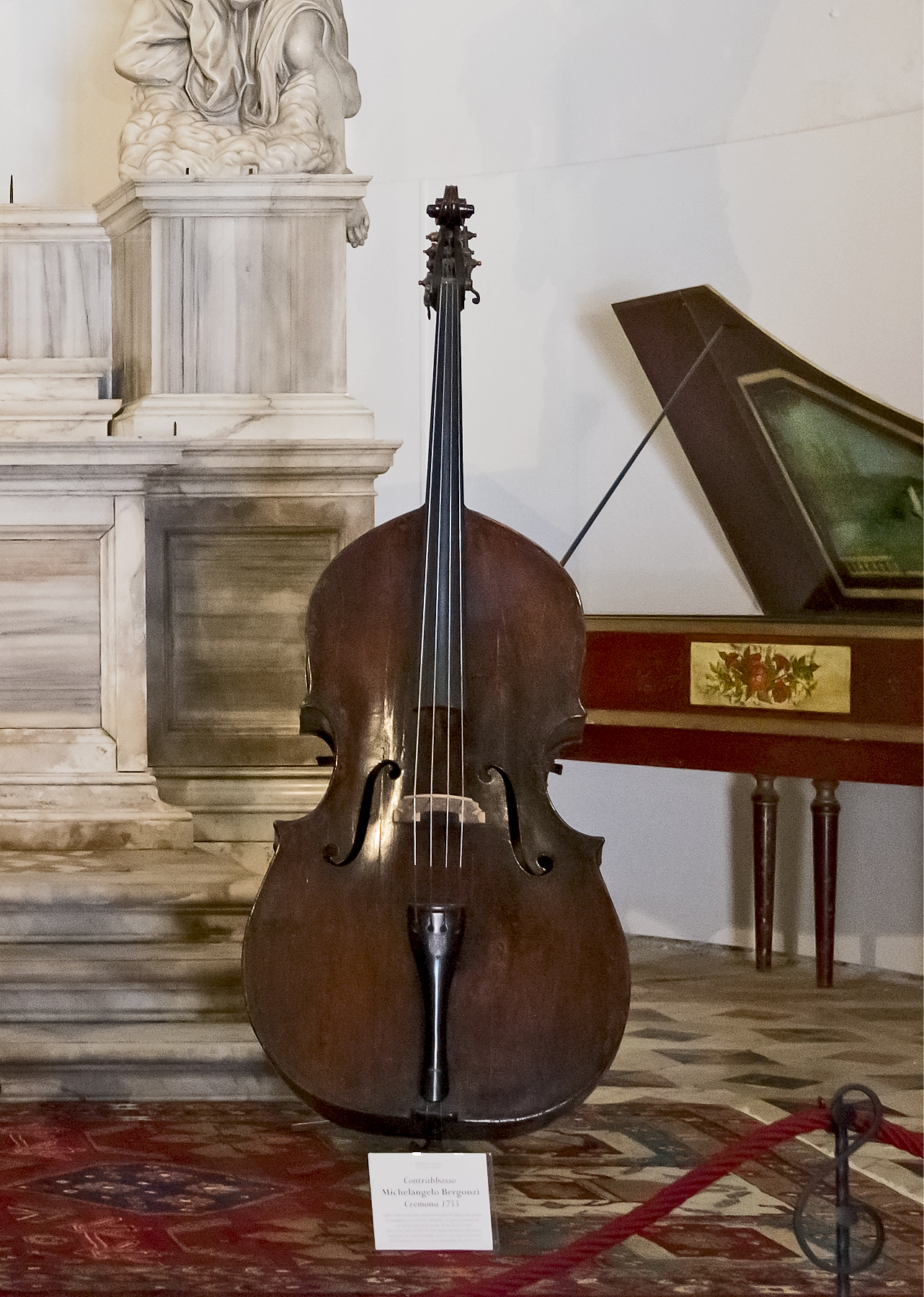
Ein Kontrabass von Michelangelo Bergonzi (Cremona 1776) im Museo della Musica in Venedig.

Carlo (I.) Bergonzi (getauft 21. Dezember 1683 in Cremona; † 9. Februar 1747 ebenda) war ein italienischer Geigenbauer.

## Leben und Wirken
Über Bergonzis Jugend und Lehrzeit ist kaum etwas bekannt. Lange wurde er für einen Schüler des Girolamo (II.) Amati gehalten, aber auch eine Lehre oder Gesellenzeit bei Antonio Stradivari wurde angenommen, so etwa durch William, Arthur und Alfred Hill, 1902. Diese widerriefen ihre Auffassung allerdings in ihrem Guarneri-Buch von 1931 und ordneten Bergonzi nun Giuseppe Giovanni Guarneri 'filius Andreae' als Lehrmeister zu. Neuere Literatur nennt Vincenzo Rugeri († 1719) als Lehrer; mit einer seiner Geigen von 1710–1715 haben frühe Arbeiten von Bergonzi deutliche Ähnlichkeiten, so die „Thibaud“ (von 1715–1725). Sorgfalt und Eleganz seiner frühen Arbeit weisen in Richtung Stradivari, später auch auf Guarneri del Gesù. Ab Ende der 1720er Jahre beginnt eine gewisse Zusammenarbeit mit Stradivari.
Seine Arbeiten sind selten und unterschiedlich signiert und möglicherweise schon früh „umetikettiert“ worden. Insgesamt werden ihm derzeit 47 Violinen, eine Viola und drei Violoncelli zugeschrieben. Das einzige aktiv gespielte dieser drei Violoncelli besitzt die Cellistin Raphaela Gromes. Die ersten signierten Instrumente stammen von etwa 1720; die Zeit von etwa 1730 bis 1740 wird als seine beste angesehen. Danach haben seine Söhne Michele Angelo und Zosimo mitgearbeitet. Seine Geigen haben überwiegend einteilige, geflammte Böden aus hochwertigem Ahorn, meist kleinere Formate (Korpuslänge bis ca. 35,3 cm), aber große Saitenlänge und Mensur (Körpermensur oft ca. 197–198 mm, bedingt vor allem durch Form und Lage der ff-Löcher). Im Jahre 1746 übernahm Bergonzi das Haus und die Werkstatt Stradivaris mit einigen unfertigen Instrumenten.
Carlo Bergonzi gehört neben Antonio Stradivari, Nicola Amati und Giuseppe Guarneri del Gesù zur Spitzenklasse des historischen italienischen Geigenbaus. Dies zeigt sich auch an der finanziellen Wertschätzung seiner Instrumente, für die höchste Beträge bei Auktionen erzielt werden. Sie befinden sich weitgehend in privaten Sammlungen. Etliche wurden von berühmten Violinisten gespielt, so die „Kreisler“ von 1733–1735 (Fritz Kreisler und Itzhak Perlman), die „Salabue“ von 1733 (Johanna Martzy) und die „D’Aranyi, Fachiri“ von 1733 (Jelly d’Arányi).

### Weitere Geigenbauer der Familie Bergonzi
- Michele Angelo (* 1721; † 1758 in Cremona), Sohn und Schüler von Carlo I.
- Zosimo (* ca. 1725; † nach 1777), Sohn und wahrscheinlich Schüler von Carlo I.
- Nicola (* 1754; † 1832) Sohn von Zosimo und vermutlich Schüler von Michele Angelo
- Carlo II. (* 1757; † 1838 in Cremona), Sohn von Zosimo